# Klohnia
La klohnia (gen. Klohnia) è un mammifero marsupiale estinto, appartenente ai polidolopimorfi. Visse nell'Oligocene inferiore (circa 33 - 30 milioni di anni fa) e i suoi resti fossili sono stati ritrovati in Sudamerica.

## Descrizione
Questo animale doveva essere di piccole dimensioni, e si suppone che non fosse più grande di un attuale opossum-topo messicano (Marmosa mexicana) o di uno scoiattolo volante (Glaucomys volans); il peso non doveva raggiungere i 50 grammi.
Klohnia era caratterizzato da una dentatura insolita per un marsupiale: gli incisivi erano molto grandi, a corona alta (ipsodonti) e a forma di scalpello, mentre i denti premolari e molari erano anch'essi a corona alta e ricoperti da uno spesso strato di smalto. Le mascelle, inoltre, erano corte e potenti. In generale, queste caratteristiche lo facevano assomigliare a un roditore. Gli incisivi di Klohnia, in particolare, erano estremamente simili a quelli dei roditori, con lo smalto confinato alla parte anteriore e dotati di un particolare tipo di dentina (ortodentina) nella parte posteriore.

## Classificazione
Il genere Klohnia venne descritto per la prima volta nel 1999, sulla base di fossili ritrovati in Cile in terreni dell'inizio dell'Oligocene, nella zona di Tinguiririca; la specie tipo è Klohnia charrieri. Un'altra specie, K. major, è stata ritrovata nella zona di La Cancha in Argentina, in terreni più o meno coevi.
Klohnia era un rappresentante dei polidolopimorfi, un gruppo di marsupiali arcaici che si svilupparono all'inizio del Cenozoico, dalla dentatura peculiare. In particolare, Klohnia è stato avvicinato a un altro marsupiale enigmatico chiamato Groeberia, dotato di grandi occhi, e alla famiglia degli argirolagidi (Argyrolagidae), un bizzarro gruppo di marsupiali dallo spiccato adattamento al salto.

## Paleoecologia
Klohnia era probabilmente un animale arboricolo, forse notturno. I grandi incisivi anteriori permettevano una masticazione simile a quella dei roditori, ed è probabile che Klohnia fosse in grado di cibarsi di frutti duri, semi e altra vegetazione abrasiva e dura.